# Heino Ferch
Heino Ferch (Bremerhaven, 18 agosto 1963) è un attore tedesco.

## Vita privata
Dal 2005 è sposato con Marie-Jeanette Steinle. La coppia ha tre figli, due femmine e un maschio.

## Filmografia parziale

### Cinema
- L'orco - The Ogre (Der Unhold), regia di Volker Schlöndorff (1996)
- Lola corre (Lola rennt), regia di Tom Tykwer (1998)
- Marlene, regia di Joseph Vilsmaier (2000)
- The Unscarred, regia di Buddy Giovinazzo (2000)
- La caduta - Gli ultimi giorni di Hitler (Der Untergang), regia di Oliver Hirschbiegel (2004)
- La banda Baader Meinhof (Der Baader Meinhof Komplex), regia di Uli Edel (2008)
- Morte sulla scogliera (Tod eines Mädchens), regia di Thomas Berger (2015)

### Televisione
- Giulio Cesare (Julius Caesar), regia di Uli Edel – miniserie TV (2002)
- Napoléon, regia di Yves Simoneau (2002)
- Richard Brock - Sulle tracce del male (Spuren des Bösen), regia di Andreas Prochaska – film TV (2011)
- Richard Brock - L'angelo della vendetta (Spuren des Bösen - Racheengel), regia di Andreas Prochaska – film TV (2012)
- Richard Brock - Nessuno è senza colpa (Spuren des Bösen - Zauberberg), regia di Andreas Prochaska – film TV (2013)
- Richard Brock - Anatomia di un segreto (Spuren des Bösen - Schande), regia di Andreas Prochaska – film TV (2014)
- L'attentato - Sarajevo 1914 (Das Attentat - Sarajevo 1914), regia di Andreas Prochaska – film TV (2014)
- Spuren des Bösen - Schande, regia di Andreas Prochaska – film TV (2014)
- Chiamatemi Helen (Mein Sohn Helen), regia di Gregor Schnitzler – film TV (2015)
- Spuren des Bösen - Liebe, regia di Andreas Prochaska – film TV (2016)

## Doppiatori italiani
- Massimo Rossi in D'Artagnan e i tre moschettieri, Richard Brock - Anatomia di un segreto
- Francesco Prando in La caduta - Gli ultimi giorni di Hitler
- Francesco Pannofino in L'orco - The Ogre
- Massimo Lodolo in Marlene